# Westpark Bochum

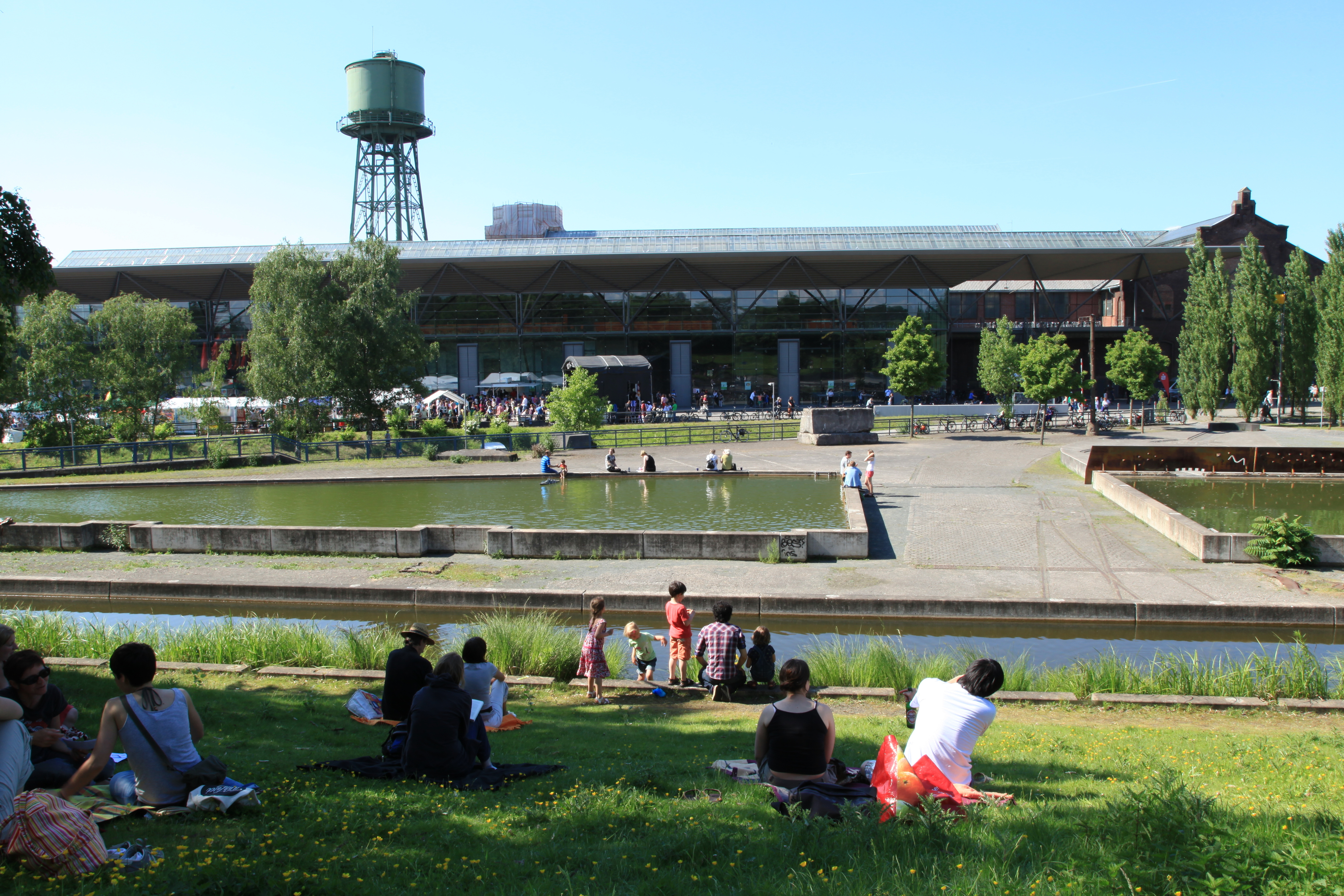

Westpark Bochum je oblast města Bochum v Německu původně průmyslově využitá, nyní využitá jako park a pro účely kulturního rozvoje obyvatel. Vzhled oblasti v 21. století je jedním z příkladů úpravy průmyslově zdevastované lokality, která po poklesu výroby zarůstala náletovými dřevinami a která byla jako celek, s historickým kontextem, organicky využita architektem k vytvoření neobvyklého, ale nikoliv uměle působícího prostředí.
Oblast je výchozím bodem městského rozvoje západní části města Bochum. Celková rozvojová oblast města je asi 75 ha. Realizace úprav začala založením přibližně 35 ha velkého parku, první etapa výstavby byla dokončena a otevřena v roce 1999. Centrum West Park na počátku 21. století tak tvoří upravená budova Jahrhunderthalle (Hala Století). Oblasti bezprostředně kolem Jahrhunderthalle a některých přilehlých oblastech byly umístěny během Ruhr Triennale a následně postupně do roku 2006 kdy dosahují konečné podoby. Úprava oblasti byla oceněna v roce 2009 spolkovým ministerstvem dopravy národní cenu za integrovaný rozvoj a architekturu měst. 
Na místě bývalé budovy Pumpenhause u Jahrhunderthalle byla také plánována výstavba koncertního sálu pro bochumský symfonický orchestr, ale ten byl postaven do roku 2007 v Marienviertel, v Innenstadt. Úpravy Westpark Bochum v roce 2006 činily 44.2 milionu € na založení, a každoročně 128€ na m2 na údržbu parku.

## Vzhled
Základem tvorby parku, jeho designu se stalo dědictví průmyslového využití místa, která sahá až do zřízení Mayerových oceláren (Bochumer Verein) na Alleestraße v roce 1842. V roce 1968 byly vysoké pece vypnut a v roce 1985 ocelárny zavřeny. Pouze východní část celkové plochy je stále využívána ocelárnami. Po zastavení výroby byly téměř všechny budovy zbourány a plochu pokryla přirozená vegetace náletových dřevin.
Průmyslové architektonicky cenné prvky tohoto místa jsou umístěny v centru Jahrhunderthalle, který je jako orientační bod viditelný z dálky. Vodárenská věž a Colosseum, a nápadná zeď Stützmauerbauwerk se nachází v jihozápadní vstupním areálu parku.

## Úpravy
Park je rozdělen do tří výškových úrovní:
- nižší úroveň města asi 72 m n. m. Plochy na jihozápadě, oblast kolem Colosseum.
- úroveň Jahrhunderthalle asi 80 metrů nad hladinou moře. Nádrž v centru West Park.
- vysoká úroveň Westpark 90 m n. m. Uměle vytvořené plochy, kde kdysi stály vysoké pece a ocelárny.

V parku se nachází na staré struktury, které jsou interpretovány do nové, použitelné, udržitelné formy a využití. Technické, umělé úpravy terénu jsou charakteru opěrných zdí, zpevnění strmých svahů a terénní úpravy.
Park, ve většině vyšších částí, nabízí jedinečnou možnost vizuálního spojení mezi vnějším okolím a oblasti okolo Jahrhunderthalle. Asi jeden kilometr dlouhá stezka vede pod centrem okolo zrekonstruované Jahrhunderthalle. Cesta vede po mostních konstrukcích, na strmých svazích nebo okolo opěrných zdí, přes řídké březové lesy "průmyslového charakteru".
Pionýrské druhy dřevin, jako je bříza, vrba, topol a intenzivně vonící komule davidova kolonizovala lokalitu a vyrostla v posledních dvaceti letech do podoby lesa, který je udržován a rozvíjen.
Na severu se nachází mírně se svažující plošina u otevřených hřišť, vyhlídková věž s rozhledem na region. Z vnitřního okraje jižní trasy po náhorní plošině se otevírají pohledy na parkoviště kolem Jahrhunderthalle. Dokončení úprav bude trvat s ohledem na kulturní akce v Jahrhunderthalle několik let.

## Využití
V roce 2006 byla Jahrhunderthalle Bochum otevřena jako nová odborová centrála IG Metall.

## Galerie

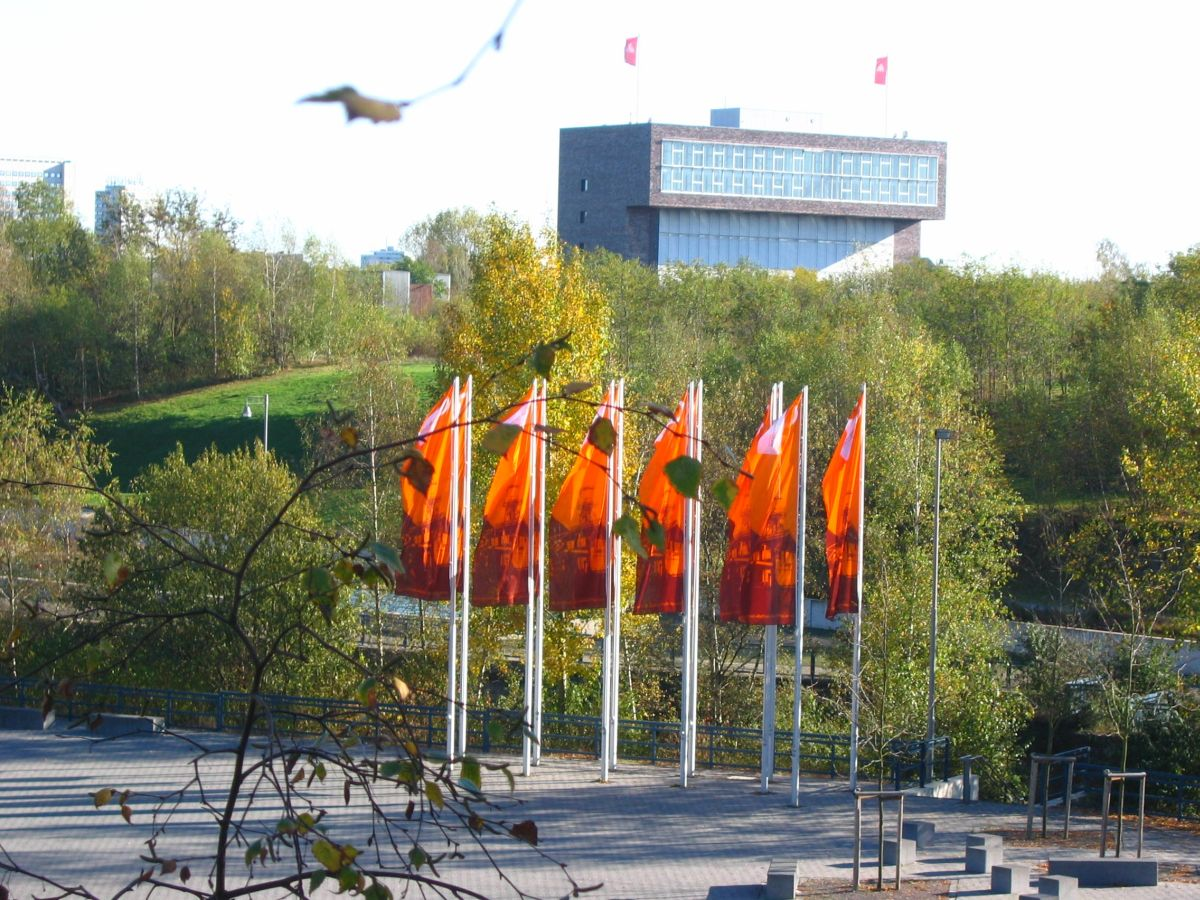
Jahrhunderthalle IG Metall u jižního vchodu do parku
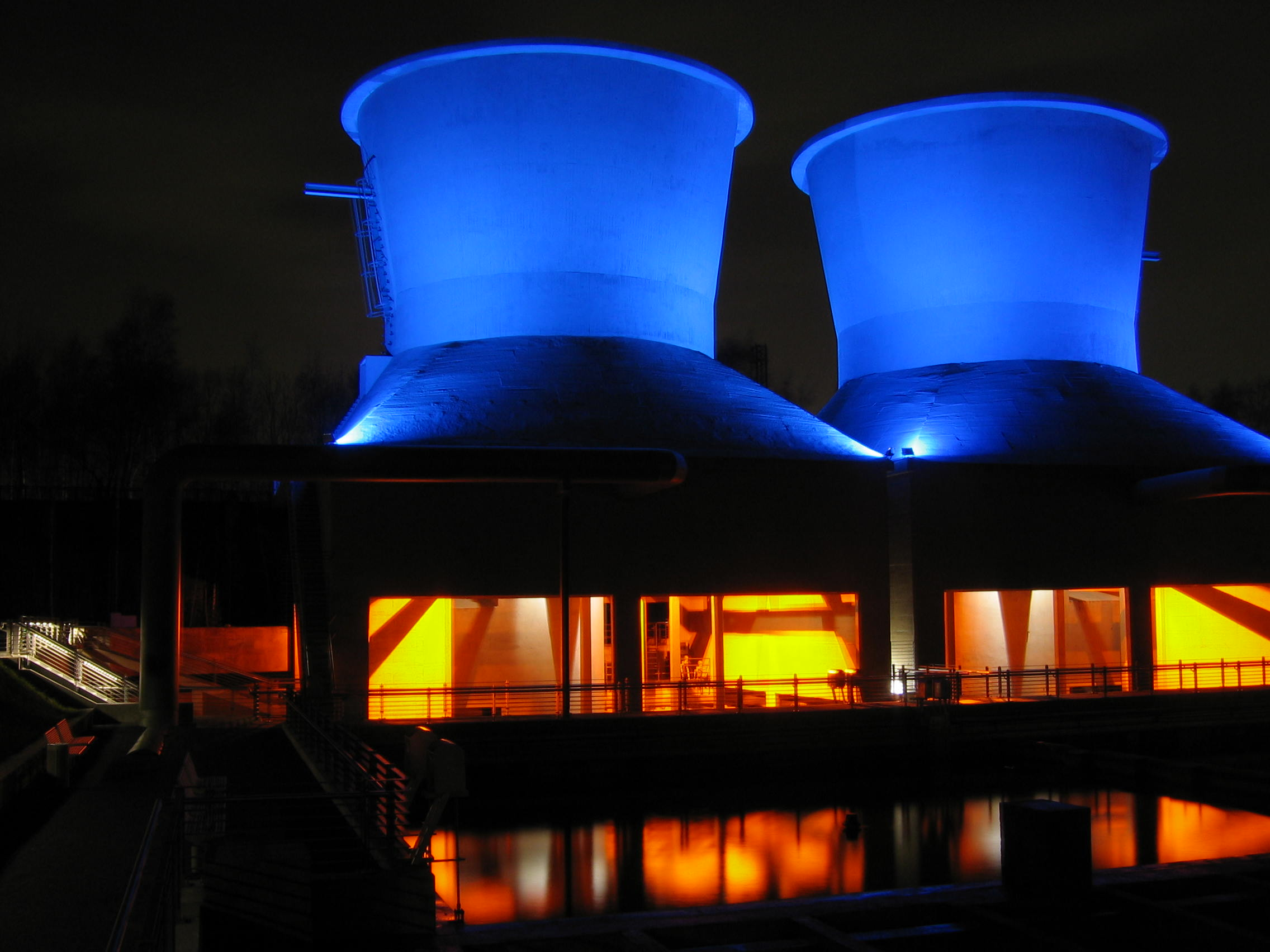
Osvětlené chladicí věže v West Park
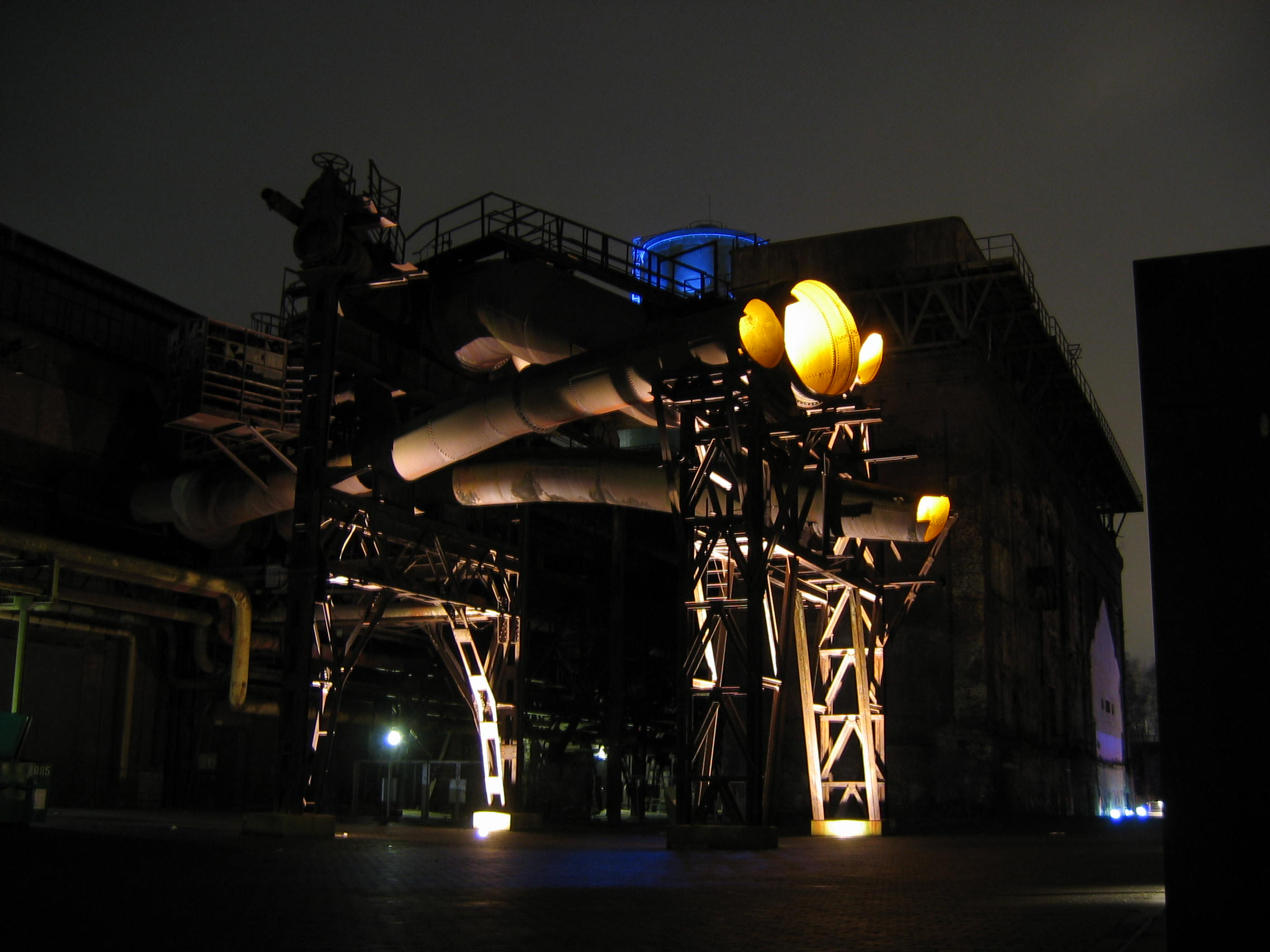
Osvětlené trubky, Jahrhunderthalle
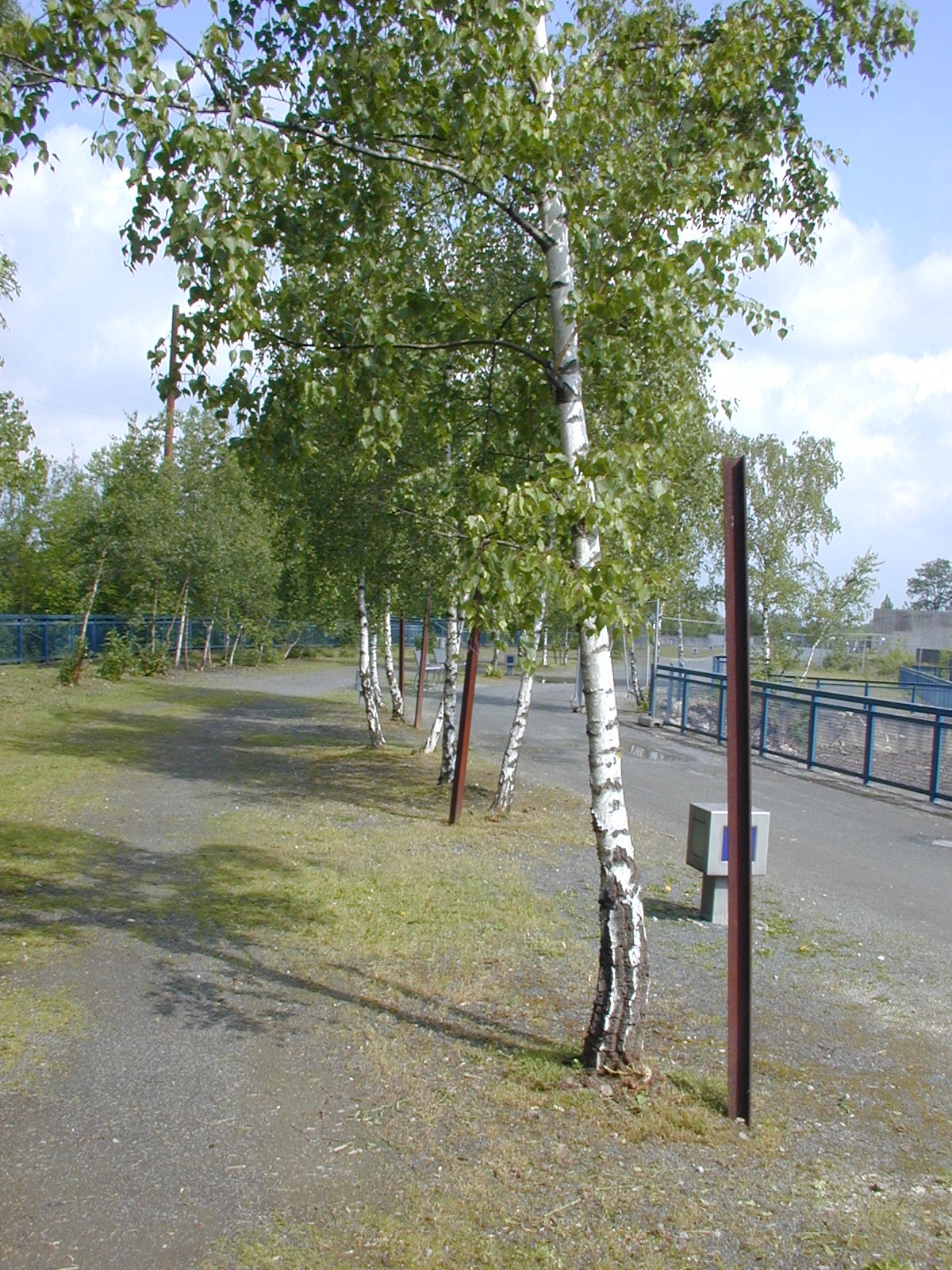
„Schienenallee“
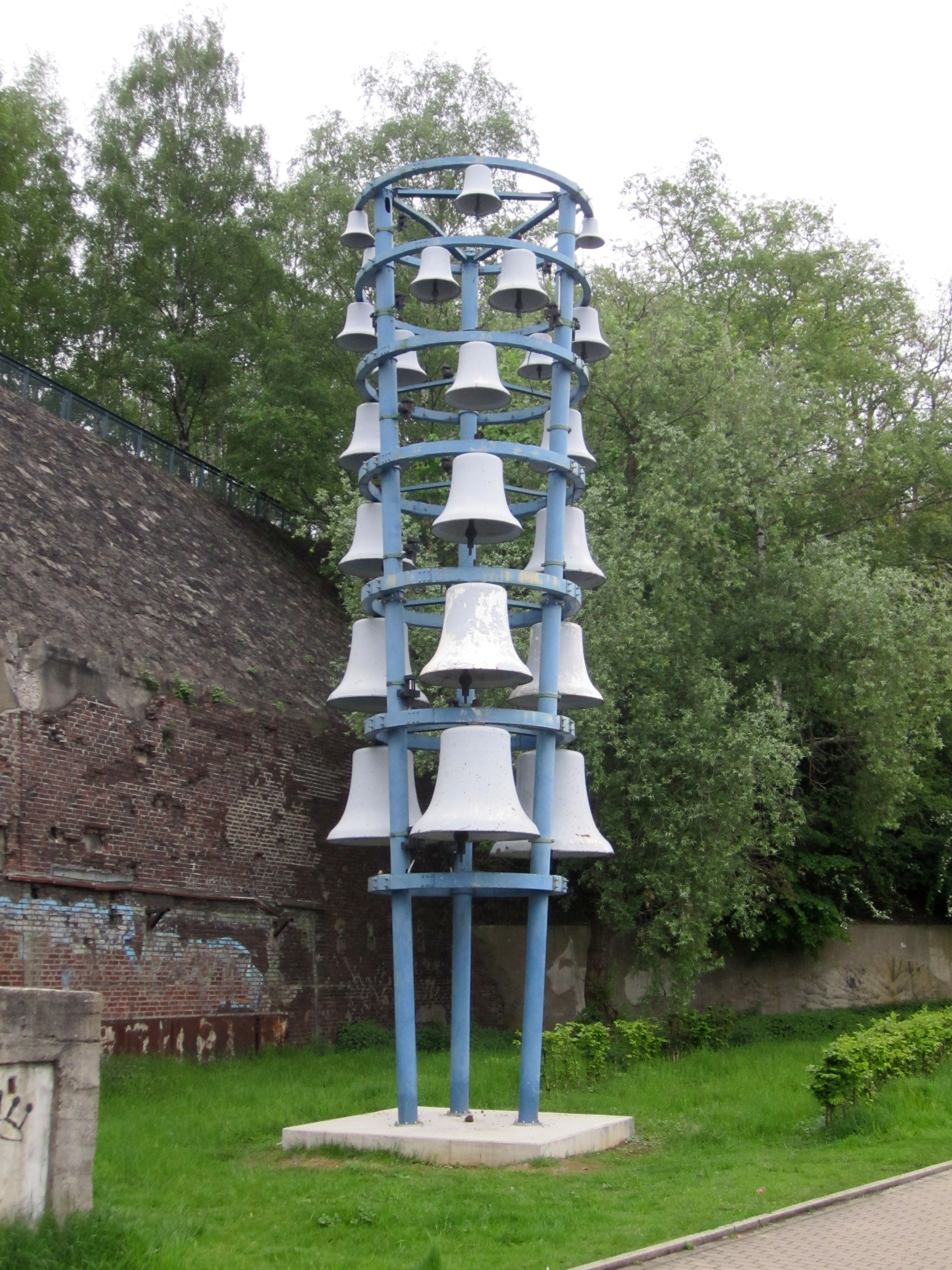
„Glockenspiel“, zvonkohra